# طيون قزويني
الطيون القزويني (باللاتينية: Inula caspica) نوع نباتي ينتمي إلى جنس الطيون من الفصيلة النجمية.

## الموئل والانتشار
ينتشر في تركيا والقوقاز وأوكرانيا وروسيا.